# 湖心亭 (杭州)
湖心亭，位于中华人民共和国杭州西湖之上，旧为湖心寺，是中国四大名亭之一。湖心平眺被列为清西湖十八景之一，环岛皆水，环水皆山。明人张岱曾留下《湖心亭看雪》一文。